# Ludwig Uhland
Johann Ludwig Uhland (Tübingen, 26 de abril de 1787 — ibidem, 13 de novembro de 1862) foi um poeta alemão do romantismo. Formou-se em jurisprudência pela Universidade de Tübingen, da qual ele também foi nomeado professor honorário de literatura alemã.
Um de seus poemas mais conhecidos é "Der gute Kamerad", parte de integrante de funerais militares das Forças Armadas da Alemanha.

## Obras
- Lied der Nibelungen
- Des Sängers Fluch
- Die Kapelle
- Der Wirtin Töchterlein
- Der Schenk von Limpurg
- Frühlingsglaube
- Der gute Kamerad
- Du kamst, du gingst mit leiser Spur,
- Einkehr
- Schwäbische Kunde
- Das Schloss am Meer
- Das Glück von Edenhall
- Gedichte

## Teatro
- Ernst, Herzog von Schwaben (Ernesto, Duque de Suabia, 1818).
- Ludwig der Baier (Luis o Bávaro, 1819).